# Ратманов, Андриан Григорьевич
Андриан Григорьевич Ратманов (1665—1728) — дьяк, видный представитель служилой бюрократии России конца XVII — первой четверти XVIII веков. Владелец московских «Палат Ратманова».

## Биография
Подьячий (1679—1691), дьяк (1692—1718) Поместного приказа и дьяк (1718—1722) Вотчинной канцелярии Юстиц-коллегии. В службе подьячим с 1679/80 г. В 1685—1688 гг. — подьячий Рязанского стола. В 1685/6 г. — подьячий средней статьи. В 1685-86 гг. — старший подьячий. С 23.06.1692 из подьячих пожалован в дьяки Поместного приказа. В чине и должности дьяка служил с 1692 по 1722 год.
От Поместного приказа в 1699 назначен дьяком Посольского приказа, со стольником, князем А. Я. Хилковым, встречал и провожал (в Москве) шведское посольство. В ноябре того же — 1699 г., назначен дьяком Приказа военных дел по формированию новой регулярной армии (сборе даточных людей со всех помещиков и денег за даточных, когда их нельзя было поставить), известного как «Комиссия по сбору даточных на Генеральном дворе», «Генеральный двор», «Наборная комиссия» и под другими названиями. В 1703 командирован в Сибирь [Верхотурье, Тюмень, Пелым, Туринск, Тобольск] для переписи жителей, сбора с торговых и промышленных людей «десятой деньги» и в 1703—1704 годах «прибирал служилых людей в Тюмени» и других сибирских городах. Межевал и переписывал земли Московского и Клинского уездов в 1698, 1700, 1701, 1704, 1709, 1710 и 1711 годах. Ратманову принадлежала, написанная около 1697 года, рукописная «Книга именуемая геометрия, или Землемерие радиксом и церкулем», которую называют градостроительным учебником XVII века (хранится в ОР РНБ в С.-Петербурге). В 1710—1715 годах — дьяк Московской конторы Соляной казны. По доносу московского вице-губернатора В. С. Ершова, в числе группы дьяков Поместного приказа, в 1712 отдан под следствие за злоупотребления. С 29.11.1713 отстранен от дел Поместного приказа за самовольную раздачу выморочных поместий и вотчин без царского указа. По-видимому, состоял в доверительных отношениях и пользовался покровительством князей Голицыных. Вместе с первой супругой — Марьей, участвовал в земельных махинациях князей, которые формально оформили на его супругу 43 крестьянских двора из своих владений. В феврале-мае 1714 года находился под «розыском» и арестом в С.-Петербурге, в наказание был бит «малого числа» батогами и освобождён «на поруки», отпущен в Москву «к прежнему соляному делу… от Его Величества с милостию». С 12.04.1715 года служит, по-прежнему, дьяком Поместного приказа, у соляных дел.
В сентябре 1717 года, вместе с Поместным приказом, из Москвы переведён дьяком на службу в С.-Петербург «для сочинения коллегии и Уложенья», то есть для разработки проектов работы учреждённой Юстиц-коллегии, нового российского законодательства и в 1718—1722 годах служил дьяком Канцелярии вотчинных дел [бывший Поместный приказ] Юстиц-коллегии. Последнее упоминание как дьяка Поместного приказа — в 1718 году. С.-Петербургский домовладелец. В том же — 1719 году, отведён ему участок в 6-й линии Васильевского острова, под строительство каменного[!] дома. Однако, по Табели 1732 года, строительство так и не было начато. В то же время, весной того же — 1719 года, дьяк А. Г. Ратманов продал 100 000 кирпичей для строительства в С.-Петербурге, на Васильевском острове, каменных палат Новгородского архиерейского подворья. Соседний участок отведен под церковь во имя Рождества Богородицы, строительство которой началось в 1728 году и в 1732 году церковь освятили как церковь во имя Апостола Андрея Первозванного (Андреевский собор), современный адрес — 6-я линия В. О., д. № 11/21; другой соседний участок в 1721 году был отведен по строительство каменного дома комнатному стольнику Алексею Ивановичу Нарышкину (по Табели 1732 года, строительство не начато). В период службы в С.-Петербурге упоминается среди лиц, пригашенных к светлейшему князю А. Д. Меншикову. В декабре того же — 1719 года, вместе с Меншиковым и другими лицами (Зотовым, Щукиным) посещал больного И. К. Пушкина, женатого на сестре Меншикова — Татьяне Даниловне, и был при составлении духовной И. К. Пушкина (в случае его смерти имущество, по-видимому, переходило к Меншикову).
В ноябре 1722 года А. Г. Ратманов был отставлен от службы. К тому времени Канцелярия вотчинных дел Юстиц-коллегии была преобразована (в январе — марте 1722) в С.-Петербургскую контору учреждённой Вотчинной коллегии. Находился под следствием Следственной канцелярии генерал-прокуратуры Сената, под руководством П. И. Ягужинского, и Розыскной конторы Вышнего суда, по резонансному «делу фискалов». По доносу бывшего главы фискальной службы, обер-фискала А. Я. Нестерова, был обвинён в многочисленных злоупотреблениях, арестован, пытан, осуждён и приговорён к смертной казни, заменённой каторгой. Весной 1723 года его поместья и вотчины были описаны, конфискованы в казну и пожалованы в раздачу разным лицам. В январе 1724 года бит кнутом (50 ударов) и сослан на каторгу. В день коронации Екатерины I в Москве (7.05.1724), его супруга — Ульяна Ратманова, подала императору Петру I челобитную «о прощении мужа». Умер в 1728 году. В некоторых источниках показан родоначальником дворянского рода Ратмановых, что можно поставить под сомнение.

## Помещичьи владения
Дьяк А. Г. Ратманов был среднепоместным помещиком. По сказке 1700 года, данной в Преображенском приказе, владел землями в Боровском (2 дв.), Владимирском (5 дв.), Елецком (4 дв.), Епифанском (1 дв.), Каширском (1 дв.), Кашинском (1 дв.), Костромском (21 дв.), Рязанском (1 дв.) и Ряжском (1 дв.) уездах, в коих за ним всего 40 крестьянских дворов.
К началу 1717 года А. Г. Ратманову принадлежали: в Московском уезде, Доблинского стана, вотчина — с. Ивашево [с. Троицкое-Ратманово], бывшая вотчина кн. С. Ф. Барятинского и его наследников, позднее в Богородицком уезде Московской губернии [ныне в Ногинском р-не Московской обл.], в коем был двор помещика и 6 крестьянских дворов; в том же уезде, Гоголева стана, вотчина — дер. Баранова, в коей 2 крестьянских двора; в Подольском уезде — с. Мещерское [Малое Колычёво тож, Покровское тож], бывшая вотчина кн. Ф. И. Мещерского, с сохранившейся до нашего времени действующей Покровской церковью и усадебным комплексом XIX в. [ныне в Чеховском р-не Московской обл.]; в Боголюбском стане Владимирского уезда дьяку принадлежало крупное с. Великое [c. Великий Двор], в коем был двор помещика и 40 крестьянских дворов; в Богородицком стане Ростовского уезда ему принадлежала вотчина в дер. Ямы; всего за ним в тех имениях два двора вотчинника, 52 крестьянских двора, в коих 232 крепостных муж. пола души.
В апреле — июне 1723 года описаны и конфискованы в казну его поместья и вотчины: Бруслановского стана, Елецкого уезда (с. Никольское, деревня, что на Мокром Семенке, мельница на рчк. Семенке, дер. Гололобовка); Доблинского стана, Московского уезда (с. Троицкое, что была дер. Федотова, с пустошами Афонасово и Бизяева, что ныне деревня); Верховского стана, Ярославского уезда (с. Латцкое, с деревнями Потряхина, Варжина, Федоровская, Дмитряхова, Сонина и двадцатью пустошами) и Костромского уездов. Треть с. Лацкого с деревнями и вотчинами, Ярославского уезда, в коем 17 дворов; в Костромском уезде ½ сц. Поповка, что была деревня и там же треть сц. Краснова, с деревнями, 18 дворов и ½ двора вотчинника — были, по указу Петра I, пожалованы, по указу от 24.11.1723 г., канцеляристу Кабинета Е. И. В. Ивану Черкасову.
А. Г. Ратманов известен как московский домовладелец. По купчей от 13.01.1703 года, продал боярину Фёдору Алексеевичу Головину двор в Белом каменном городе, в приходе церкви Петра и Павла, что у Яузских ворот, за 750 руб. К началу 1713 года владеет двором «с каменными палатами» в Москве, в Земляном городе, в приходе церкви Харитона Исповедника, что в Огородниках, и ещё одним загородным двором под Ново-Спасским монастырем.
Московская усадьба «с каменными палатами» в Огородниках сохранилась до настоящего времени. Известна под названием «Палаты Ратманова» и является памятником архитектуры рубежа XVII—XVIII веков. Палаты Ратманова в Огородниках упоминаются в ряде московских имущественных сделок 1710-х годов, по которым можно судить о соседях дьяка. Позднее «Палатами» владел зять — поручик А. В. Воейков, затем представители известных княжеских и дворянских семей России, князей Козловских (по которым названы московские переулки) и дворян Сухово-Кобылиных. В начале XIX века здесь также жила семья корнетши Надежды Михайловны Сухово-Кобылиной, дочери рязанского гражданского губернатора М. И. Коваленского, во втором браке — тайная советница Н. М. Арсеньева, жена сенатора А. А. Арсеньева и мачеха его двух внебрачных сыновей. Известно, что в той же — Огородной слободе, на рубеже XVII—XVIII веков, строил себе дом и первый супруг Ульяны Ратмановой, купец К. П. Колмыков, который для собственных нужд устроил в подмосковных Кожевниках небольшой кирпичный завод, и кирпич понадобился ему для возводимых «каменных палат» в Огородной слободе.

## Семья
Был женат дважды. Первым браком (1700) на некой Марье, упоминаемой в споре об имениях между потомками князей Голицыных и дворян Новосильцовых.
Вторым браком (с 1703 г.) на вдове Ульяне Клементьевне Колмыковой [Колмаковой], бывшей в первом браке (с 1698) за известным московским купцом Гостиной сотни Климом Прокофьевичем Колмыковым, старшим представителем пресекшейся нижегородской купеческой династии Колмыковых, в апреле 1701 скоропостижно скончавшегося. Его «зговореная замуж за дьяка А. Г. Ратманова» вдова в 1702 подавала челобитные о выдаче ей крепостей на московские «данные» дворы и лавки в Стригольном и Ветошном рядах у Кремля, доставшиеся ей по наследству от К. П. Колмыкова, большая часть имущества которого была отписана в казну. Получив наследство, У. К. Ратманова в 1703 продала московские лавки. От первого брака с К. П. Колмыковым Ульяна Клементьевна имела сына — Михаила, умершего в 1700 г. младенцем, и старшую дочь, имя которой не известно.
У дьяка А. Г. Ратманова от двух браков известна только одна дочь — безыменная N. В 1718 году она вышла замуж за участника Семилетней войны и подавления Булавинского восстания, поручика Воронежского драгунского шквадрона (Воронежского драгунского полка) Андрея Васильевича Воейкова (1681 г. р.), находившегося в долговременном отпуске, для излечения, в Москве, впоследствии — капитана Рижского гарнизона (с 27.05.1726 года из сверхкомплектных поручиков Азовской [Воронежской] губернии). В браке с Воейковым имела дочь — Ирину, в замужестве Чирикову, и сына Ивана. По всей видимости, поручица Воейкова — это падчерица дьяка А. Г. Ратманова, дочь его второй супруги Ульяны Клементьевны, от её первого брака с купцом К. П. Колмыковым, родившейся в 1698—1699 годах. Сама Ульяна Калмыкова-Ратманова, Клементьева дочь, происходила из бедной семьи. В документах семейного архива купцов Колмыковых она прозывается «бесприданницей».